# Liste der Bodendenkmäler in Viechtach
Auf dieser Seite sind die Bodendenkmäler in der niederbayerischen Stadt Viechtach zusammengestellt. Diese Tabelle ist eine Teilliste der Liste der Bodendenkmäler in Bayern. Grundlage ist die Bayerische Denkmalliste, die auf Basis des Bayerischen Denkmalschutzgesetzes vom 1. Oktober 1973 erstmals erstellt wurde und seither durch das Bayerische Landesamt für Denkmalpflege geführt wird. Die folgenden Angaben ersetzen nicht die rechtsverbindliche Auskunft der Denkmalschutzbehörde.

## Bodendenkmäler in Viechtach

### Bodendenkmäler in der Gemarkung Blossersberg
| Lage                                                             | Objekt                                                                           | Akten-Nr.     | Bild |
| ---------------------------------------------------------------- | -------------------------------------------------------------------------------- | ------------- | ---- |
| Blossersberg 1150 m nordnordwestlich von Blossersberg (Standort) | Ebenerdiger Ansitz des Mittelalters. Siehe auch: Burgstall Steinberg (Viechtach) | D-2-6943-0009 |      |
| Blossersberg (Standort)                                          | Mittelalterlich-frühneuzeitlicher Erdstall.                                      | D-2-6943-0119 |      |

### Bodendenkmäler in der Gemarkung Neunußberg
| Lage                  | Objekt | Akten-Nr.     | Bild |
| --------------------- | --- | ------------- | ---- |
| Neunußberg (Standort) | Archäologische Befunde des Mittelalters und der frühen Neuzeit im Bereich der Burgruine Neunußberg. Untertägige Befunde des Mittelalters und der frühen Neuzeit im Bereich der Katholischen Kirche St. Michael, ehemalige Schlosskapelle, in Neunußberg, darunter die Spuren von Vorgängerbauten bzw. älteren Bauphasen. Siehe auch: Burg Neunußberg | D-2-6943-0124 |      |
| Neunußberg (Standort) | Untertägige Befunde der frühen Neuzeit im Bereich des ehemaligen Hofmarkschlosses zum Haus mit zugehörigen Ökonomiegebäuden in Neunußberg, darunter die Spuren von Vorgängerbauten bzw. älteren Bauphasen. | D-2-6943-0125 |      |

### Bodendenkmäler in der Gemarkung Schlatzendorf
| Lage                     | Objekt                                                | Akten-Nr.     | Bild |
| ------------------------ | ----------------------------------------------------- | ------------- | ---- |
| Schlatzendorf (Standort) | Mittelalterlich-frühneuzeitliche Wüstung Reibenmühle. | D-2-6943-0132 |      |
| Schlatzendorf (Standort) | Mittelalterlich-frühneuzeitlicher Erdstall.           | D-2-6943-0148 |      |

### Bodendenkmäler in der Gemarkung Schönau
| Lage               | Objekt | Akten-Nr.     | Bild |
| ------------------ | --- | ------------- | ---- |
| Schönau (Standort) | Siedlung der frühen Neuzeit. | D-2-6943-0014 |      |
| Schönau (Standort) | Mittelalterlich-frühneuzeitliche Hofwüstung Fernöd. | D-2-6943-0136 |      |
| Schönau (Standort) | Untertägige Befunde des Mittelalters und der frühen Neuzeit im Bereich der Katholischen Kirche Hl. Kreuz mit zugehöriger Seelenkapelle und befestigtem Friedhof in Schönau, darunter die Spuren von Vorgängerbauten bzw. älteren Bauphasen. | D-2-6943-0142 |      |

### Bodendenkmäler in der Gemarkung Viechtach
| Lage                 | Objekt | Akten-Nr.     | Bild |
| -------------------- | --- | ------------- | ---- |
| Viechtach (Standort) | Untertägige Befunde des Mittelalters und der frühen Neuzeit im historischen Stadtkern von Viechtach. | D-2-6943-0149 |      |
| Viechtach (Standort) | Untertägige Befunde des Mittelalters und der frühen Neuzeit im Bereich der Katholischen Stadtpfarrkirche St. Augustinus mit zugehörigem, ummauerten, aufgelassenen Friedhof sowie der ehemalige Friedhofskapelle St. Anna mit Karner und der abgegangenen Kapelle St. Elisabeth in Viechtach, darunter die Spuren von Vorgängerbauten bzw. älteren Bauphasen. | D-2-6943-0150 |      |
| Viechtach (Standort) | Archäologische Befunde der frühen Neuzeit im Bereich des abgegangenen Markttores Kreuzbergtor in Viechtach. | D-2-6943-0151 |      |
| Viechtach (Standort) | Archäologische Befunde der frühen Neuzeit im Bereich des abgegangenen Markttores Mönchshoftor in Viechtach. | D-2-6943-0152 |      |
| Viechtach (Standort) | Untertägige Befunde des Mittelalters und der frühen Neuzeit im Bereich der Katholischen Spitalkirche Hl. Geist in Viechtach und dem angeschlossenen Spital, darunter die Spuren von Vorgängerbauten bzw. älteren Bauphasen. | D-2-6943-0153 |      |
| Viechtach (Standort) | Untertägige Befunde der frühen Neuzeit im Bereich der Katholischen Kirche St. Anton auf dem Pfahl bei Viechtach, darunter die Spuren von Vorgängerbauten bzw. älteren Bauphasen. | D-2-6943-0154 |      |
| Viechtach (Standort) | Mittelalterlich-frühneuzeitlicher Erdstall. | D-2-6943-0155 |      |
| Viechtach (Standort) | Mittelalterlich-frühneuzeitlicher Erdstall. | D-2-6943-0156 |      |
| Viechtach (Standort) | Mittelalterlich-frühneuzeitlicher Erdstall. | D-2-6943-0157 |      |
| Viechtach (Standort) | Mittelalterlich-frühneuzeitlicher Erdstall. | D-2-6943-0158 |      |